# Џејаш Халид ибн Али-Валид
Џејаш Халид ибн Али-Валид (арап. جيش خالد بن الوليد) је оружана исламистичка група која делује на југу Сирије. Формирана као резултат спајања група: "Бригаде мученика Јармука", "Исламски покрет Мусана" и "Војска џихада". Име је добила по Халиду ибн ал-Валиду - једном од пратилаца Мухамеда. Сарађује са ИСИЛ-ом. Контролисала је малу регију на југоистоку Голанске висоравни. Ова терористичка организација води оружану борбу против владиних снага Башара ел Асада и других побуњеничких група.
Влада Сирије ову групу сматра терористичком организацијом.